# Vitturn
Vitturn är en sjö i Smedjebackens kommun i Dalarna och ingår i Dalälvens huvudavrinningsområde. Sjön ligger inom Jätturns naturreservat